# Tamponnoir
Un tamponnoir est un outil utilisé pour forer un trou à l'aide d'un marteau dans une paroi afin d'y insérer un piton à expansion.
La pointe du tamponnoir est généralement en acier trempé et une poignée permet de le maintenir lors du forage.
L'apparition de cette technique en alpinisme a suscité beaucoup de controverses, car les parois auparavant infranchissables (grandes dalles, surplombs sans prises) trouvèrent alors toutes une solution.